# 安德里伊夫卡 (迪卡尼卡市镇)
49°45′45″N 34°18′13″E / 49.76250°N 34.30361°E
安德里伊夫卡（烏克蘭語：Андріївка），是烏克蘭中部波爾塔瓦州波爾塔瓦區迪卡尼卡市镇内的村落。分別距離伊瓦什基夫卡0.5公里和納傑日達4公里，始建於1814年，面積1.68平方公里，海拔高度105米，2001年人口423。